# São José do Alegre
São José do Alegre is een gemeente in de Braziliaanse deelstaat Minas Gerais. De gemeente telt 4.228 inwoners (schatting 2017).

## Aangrenzende gemeenten
De gemeente grenst aan Itajubá, Maria da Fé, Pedralva, Piranguinho en Santa Rita do Sapucaí.

## Verkeer en vervoer
De plaats ligt aan de weg MG-347 met vier kilometer naar het zuidwesten een aansluiting op de BR-459.